# Brian Azzarello
Brian Azzarello (Cleveland, Ohio) es un escritor estadounidense de Cómics afamado por sus trabajos en la editorial Vertigo, y por sus colaboraciones con dibujantes argentinos como Eduardo Risso y Marcelo Frusin. Es especialmente reconocido por la historieta 100 Balas para el sello Vertigo, editorial adulta de DC.

## Biografía
Brian se casó con la artista Jill Thompson. Ambos viven en Chicago. 
En 1995, Azzarello hizo una historia propia para Vertigo, el western Loveless, y luego para la misma editorial, y durante diez años, escribió el policial 100 Balas junto con  Eduardo Risso, publicación que fuera una de las insignias principales del sello Vertigo entre los años 1999 y 2009, y sus trabajos más exitosos hasta la fecha.
Además, Azzarello escribió historias como Batman: Broken City, dibujada por el argentino Eduardo Risso; Batman/Deathblow: Después del Fuego, dibujados por Lee Bermejo, Tim Bradstreet y Mick Gray; Superman: For Tomorrow (que se corresponde a los números 204 a 215 del Volumen 2 de Superman, entre los años 2004 y 2005), dibujado por Jim Lee; Lex Luthor: Man of Steel (2005) y Joker (2008) ambos con dibujos de Lee Bermejo.
Desde 2011 estuvo trabajando como guionista en la serie  Wonder Woman junto al dibujante Cliff Chiang, hasta que acabó su etapa en el número 35. Después, ha pasado a trabajar desde 2015 en Batman: El Caballero Oscuro III junto a Frank Miller y Andy Kubert
- Datos: Q849595
- Multimedia: Brian Azzarello / Q849595